# Good Times Bad Times (Led Zeppelin)
Good Times Bad Times is een nummer van de Engelse rockband Led Zeppelin. Het is het eerste nummer van hun debuutalbum Led Zeppelin uit 1969. In Nederland bereikte het, als single uitgebrachte nummer, de 19e plaats in de Nederlandse Top 40 (week 25, 1969).

## Opname
Het geluid van de gitaarsolo die Jimmy Page in het nummer speelt krijgt een speciaal effect door het gebruik van een Lesliespeaker. Volgens John Paul Jones was de basriff die hij voor het nummer schreef, de moeilijkste die hij ooit schreef.

## Live-uitvoeringen
“Good Times Bad Times” is zelden gespeeld tijdens live concerten van de band. In 1969 werd het een aantal keren gebruikt als intro voor het nummer “Communication Breakdown”. Het werd ook gespeeld als onderdeel van de z.g. “Communication Breakdown medley” tijdens een concert in Los Angeles op 4 september 1970. John Paul Jones speelde daarin een bassolo.
In 1971 was het nummer bij concerten onderdeel van de z.g. “Whole Lotta Love medley”.
Bij het legendarische reünie concert op 10 december 2007 in de O2 Arena in Londen werd het gespeeld als openingsnummer. De versie die in 2014 in iTunes verscheen is opgenomen op 10 oktober 1969 in Parijs, tijdens de “Europian Tour of Autumn 1969”.

## Coverversies
Good Times Bad Times is door diverse artiesten gecoverd. De bekendste zijn:
| Artiest         | Album                                                 | Jaar |
| --------------- | ----------------------------------------------------- | ---- |
| Nuclear Assault | Survive                                               | 1988 |
| Life on Grey    | Dead Bob                                              | 1989 |
| Dread Zeppelin  | Hot & Spicy Beanburger                                | 1993 |
| Cracker         | Encomium: A Tribute to Led Zeppelin                   | 1995 |
| Carl Weathersby | Whole Lotta Blues: Songs of Led Zeppelin              | 1999 |
| Axxis           | The Music Remains the Same: A Tribute to Led Zeppelin | 2002 |
| The Section     | The String Quartet Tribute to Led Zeppelin            | 2002 |
| Phish           | Live Phish Volume 20                                  | 2003 |
| Tracy G         | Hip Hop Tribute to Led Zeppelin                       | 2005 |
| Godsmack        | Good Times, Bad Times... Ten Years of Godsmack        | 2007 |
| Eric Bloom      | Led Box: The Ultimate Led Zeppelin Tribute            | 2008 |
| John Craigie    | Paper Airplane                                        | 2012 |